# Nagrada Nede Pagon
Nagrada Nede Pagon je slovenska nagrada za najboljše slovenske knjižne urednike, poimenovana po pokojni sodelavki založbe Studia humanitatis, knjižni urednici Nedi Pagon.
Nagrada je vredna 2500 evrov in podeljena v okviru Slovenskega knjižnega sejma. Kandidate predlagajo založbe, kulturne ustanove in posamezniki.
V prvem razpisu je odbor za nagrado Nede Pagon objavil, da bo podelil eno nagrado za izstopajoč knjižni projekt ali za izjemne uredniške dosežke v daljšem časovnem obdobju, nato se je odločil za dva nagrajenca.
Nagrado so ustanovili založba Studia humanitatis, založba Beletrina ter revija Bukla.

## Nagrajenci
- 2023: Amelia Kraigher (za izjemne uredniške dosežke v zadnjih petih letih) in Matevž Kos (za uredniški opus)[1]
- 2024: Andrej Blatnik
- 2025:

## Strokovna žirija
- 2023: Mitja Čander, Mladen Dolar, Samo Rugelj, Marta Verginella in Alja Brglez.[1]